# コニー・360ワイド
360ワイド（360 Wide ）とは、日産自動車系列の自動車部品メーカー・愛知機械工業が、1965年5月から1971年1月まで販売していたキャブオーバー型の軽商用車（ライトバンおよびピックアップトラック）である。形式名はAF11型。愛知機械工業が最後に発売した新型車であった。

## 概要
1964年秋の第11回東京モーターショーに試作車としてトラックを出品し、翌1965年5月に発売した。アンダーフロアエンジンのコニー・360(AF7型)のシャシにキャブオーバー型の車体を架装し、スバル・サンバーやダイハツ・ハイゼットキャブなどに対抗しようとした製品である。「ワイド」の名は、当時のこれらキャブオーバー型軽トラック中、最も荷台が広かったことから名づけられた。翌1966年6月にパネルバンのAF11PVが、二年後の1967年4月に「ワイドバン」(AF11V)が追加された。ワイドバン」は車体左側に片開きのリアドアを持っていたが、右側はスペアタイヤ収納スペースで、テールゲート（バックドア）を含めて4ドアバンと称していた。
機構的にはボンネット型のAF7とほぼ共通で、ギアボックスの4段フルシンクロ化なども同時に行われた。AF7型が一足先に生産中止となった1970年にはマイナーチェンジを受けて外観を変更し、既に1969年2月以来、「日産コニー○○」に社名変更していた販売店で、サニートラックやキャブスターと併売されたが、同年10月に最後の23台を生産し、翌年1月までに販売終了。愛知機械工業は自社ブランドの自動車生産から撤退し、販売店は再度「日産チェリー○○」に改組され、日産初の前輪駆動車、チェリーの販売を行った。
AF11型の生産台数は100,886台で、米国統治下の沖縄をはじめ、フィリピン、台湾さらにはアメリカにも少数ながら輸出され、配達用や構内作業車として用いられた。